# Ievgueni Svetlanov
Ievgueni Fiodorovitch Svetlanov (en russe : Евгений Фёдорович Светланов) est un chef d'orchestre, pianiste et compositeur soviétique puis russe, né le 6 septembre 1928 à Moscou (RSFS de Russie, URSS) et mort le 3 mai 2002 dans la même ville.

## Biographie
Ievgueni Svetlanov étudie le piano et la composition à l’Institut Gnessine et à la sortie en 1951 entre au Conservatoire de Moscou, où ses professeurs sont Iouri Chaporine (composition) et Alexandre Gaouk (direction d’orchestre).
Invité à diriger l’orchestre du Théâtre Bolchoï, il débute en 1954 avec La Jeune Fille de Pskov de Nikolaï Rimski-Korsakov. C’est le même opéra qui sera son dernier travail à ce théâtre en 1999. De 1963 à 1965 Svetlanov en est chef principal et directeur artistique, et en 1965 il est à la tête de l'Orchestre symphonique d’État de l'URSS, rebaptisé Orchestre symphonique de la fédération de Russie après la dislocation de l'Union soviétique). En 1979, il est nommé principal chef invité de l’Orchestre symphonique de Londres et dirige régulièrement le BBC Symphony Orchestra ainsi que le Philharmonia Orchestra. À la fin de sa carrière, il fut également lié avec l'Orchestre de la Résidence la Haye (Pays-Bas).
Après trente-cinq ans de direction et de tournées triomphales à travers le monde, Ievgueni Svetlanov doit abandonner en 2000 son poste de directeur musical de l’Orchestre symphonique de la fédération de Russie, renvoyé par le ministre de la Culture de Russie, Mikhaïl Chvydkoï.
Il est enterré au cimetière Vagankovo, à Moscou.

## Répertoire
Ievgueni Svetlanov est particulièrement réputé dans le répertoire russe, de Mikhaïl Glinka à Piotr Ilitch Tchaïkovski, en passant par Nikolaï Rimski-Korsakov et Nikolaï Miaskovski. Ses enregistrements en public laissent transparaître toute la fougue d’un chef d'orchestre spectaculaire et engagé. À cet égard, son interprétation cataclysmique du Poème de l'extase d’Alexandre Scriabine reste à ce jour une référence inégalée. Un de ses compositeurs préférés était Gustav Mahler.

## Hommage
Est nommé en son honneur (4135) Svetlanov, un astéroïde de la ceinture principale découvert en 1966.